# Big Jim Sullivan
Big Jim Sullivan  (født James George Tomkins 14. februar 1941 i Middlesex, død 2. oktober 2012 i West Sussex) var en engelsk studieguitarist og sitarspiller.
Sullivan startede som guitarist i Marty Wildes backing gruppe The Wildcats (1959). Han var igennem 1960’erne og 1970'erne en af de mest efterspurgte og brugte studieguitarister i England. Han spillede og indspillede for bl.a. Eddie Cochran, Gene Vincent, Tom Jones, David Bowie, Helen Shapiro, Cilla Black, Shirley Bassey, Dusty Springfield, The Everly Brothers og mange flere. Sullivan har spillet på 750 numre, som kom på hitlisterne i England. Han har ligeledes undervist i guitarspil, bl.a. Ritchie Blackmore fra grupperne Deep Purple og Rainbow. Han indspillede desuden en snes soloalbum gennem tiden i eget navn.
Sullivan var ven med jazzguitaristen John Mclaughlin, som han brugte som sideman på sin anden solo plade Sitar Beat (1968).

## Udvalgt solodiskografi
- Folklore with a Beat (1965)
- Sitar Beat (1968)
- Lord Sitar (1969)
- Sullivan Plays O'Sullivan (1973)
- Big Jims Back (1974)
- Big Jim Sullivan's Tiger – Tiger (1975)
- Big Jim Sullivan's Tiger – Goin' Down Laughing (1976)
- Big Jim Sullivan's Tiger – Test of Time (1977/1983)
- Rockin Revles (2003)
- Jazz Café (2004)
- Guitar Maestros (2006)

## Kort udvalgt diskografi som sideman
- Change of Direction  (1967) - med Brian Bennett
- The Illustrated London Noise (1969) - med Brian Bennett
- Live in Las Vegas (1969) - med Tom Jones
- Live at Cesars Palace - (1972) med Tom Jones